# 反清复明
反清复明（天地会旗号写作“反㳉復汨”）指明朝灭亡后，清初至乾隆初期一系列为恢复明朝或漢人國家而推翻清朝的活动，其中以順治至康熙中期一段時間最為激烈和鼎盛。

## 各地的反抗活動

### 南明
自從清兵入關之後，明朝的遺臣擁立一些宗室建立一系列的小朝廷，史稱南明。但最終被清軍各個擊破。
1648年，最後一位南明皇帝永曆帝遣出使羅馬教廷，請求教宗出兵協助抗擊滿清。但十年之後教宗的回書才被卜彌格帶到交趾（安南），此時南明政權已經覆滅。
南明滅亡後，不少遺臣不願臣服於滿清，流亡海外。例如朱舜水流亡日本，楊彥迪、陳上川、鄚玖流亡安南与高棉。中國出現了天地會、哥老會等等一系列以反清復明為宗旨的秘密會社。

### 金、李反正
1648年，金声桓、李成栋举兵反清，以江西、广东归附南明，清大军撤出湖南。桂王朱由榔和何腾蛟遂趁势出兵恢复湖南。先是遣曹志建、卢鼎、赵印选等攻永州，围城3月、大小36战，乃克复。

### 大西军成为抗清主力
1652年，永历政权连广西一隅也已丧失，二月永历帝逃到了贵州安隆所，进入了大西军余部的控制区，从此开始以云贵为主要控制区，在大西军的拥护下开始抗清新阶段。 
顺治九年( 1652 年) ，李定国进军广西,攻克桂林。清军定南王孔有德兵败自杀，同年李定国又率军进入湖南，在衡州大败清军，斩清军敬谨亲王尼堪。
1657年八月间,孙可望发动内战,自贵阳出兵 14 万,大举进攻云南。九月,李定国、刘文秀率兵抵御,大败孙可望于云南曲靖交水,孙可望逃回贵阳，不久便降清,这使的经营多年的西南抗清根据地的情况和军事部署机密完全被清政府所掌握。
永历十二年（1658年）四月，清军主力从湖南、四川、广西三路进攻贵州。年底吴三桂攻入云南，次年正月，下昆明，进入云南，永历帝狼狈西奔，进入缅甸（东吁王朝）。李定国率全军设伏于磨盘山，企图一举歼灭敌人追兵，结果因内奸泄密导致未能大获全胜，南明军精锐损失殆尽，此即磨盘山血战。1659年1月5日（清顺治十五年十二月十三日）李定国退回昆明。永历小朝廷内人心惶惶。

咒水之难杀死了跟随永历帝出逃的沐天波等四十余人，次年二月将永历帝及其家属交给清军带回昆明。吴三桂将永历帝及其子绞死于于昆明。
这时，除了经营台湾的郑氏以外，在大江南北继续坚持武装抗清的只剩下了四川奉节县以东的所谓“夔东十三家”。

### 夔东十三家
康熙元年( 1662 )冬,清廷满汉兵 10 万,运粮饷民夫 20 万,由秦、楚、蜀三省向“夔东十三家”会攻。1663年,农民军进攻四川巫山时被战败,郝永忠被俘杀。1664 年八月,李来亨全家自焚死。

### 郑氏集团
明郑政权（東寧）是一個鄭成功家族三世在臺灣建立的政權。鄭成功北伐失敗後轉進臺灣建立政權時，曾吸納大量明朝的遺臣為自己的下屬，並且堅守藩國與藩王身份，沿用明朝最後一位皇帝明昭宗的永曆年號，以維持形式上與早已滅亡的明朝之間的宗藩關係。
由於鄭成功是中日混血兒的緣故，在1645年至1674年期間，鄭成功及鄭經曾經先後十次遣使赴日本，請求日本江戶幕府出兵增援，史稱「日本乞師」。但江戶幕府當時秉承鎖國的政策，因此沒有接受這個請求。1674年，鄭經西征響應參與三藩之役。
鄭經在位反攻閩南無功，中末期和朝鮮一樣，逐漸放棄反清復明，走向反滿復漢的模式，援引朝鮮事例的藩屬國禮遇地位，拒削髮登岸。雙方多次談判，終因領土問題與互市意見不合而告終。
1683年施琅攻台，寧靖王朱術桂自縊殉國，幼主鄭克塽出降，南明最后一个政权灭亡。

### 朝鲜
朝鮮王朝原为明朝藩属，1619年薩爾滸之戰中曾派遣軍隊支援明朝抗擊滿清。后在1627年的丁卯胡亂和1636年的丙子胡亂中受到滿清的侵略，最終在1637年被迫簽訂城下之盟，與明朝斷絕了關係並承认为满清的藩属。
朝鮮朝廷將此城下之盟視為國恥，包括王室在内的朝鲜貴族大多反清。朝鲜孝宗即位後，立即筹划北伐，任命李浣為大將，訓練軍隊，改築城池。此外從漂泊到濟州島的外國船隻那裡購買新式武器，登用宋時烈、宋浚吉等人擴充軍備。准备响应三藩之乱、明郑等反清复明势力。
然而此计划因朝鮮财政的困难而被一再推遲。最终中國国内反清复明运动失败，孝宗的計劃也被清朝朝廷得知，先後六次遣使調查和警告。1659年，孝宗抱憾而終，此計劃最終流产。

### 東南亞
清朝建立後，明朝遺臣紛紛逃往東南亞各國避難，並謀匡復舊朝；從荷蘭人手中奪取台灣的鄭成功也高舉反清復明的旗幟與清朝對抗，天地會與小刀會等主張反清復明的組織也積極活動。台灣被清軍攻陷後，遺民志士相率逃往南洋各地，繼續宣揚反清復明的思想。

## 宗教教派
反清復明是部分被視為邪教的民间教派例如聞香教等的政治態度，表明對朝廷的不合作立場，然而相關教派著重的並不是統治者的身份，而是為了取代現行統治者，在明清戰爭時期聞香教極力「聯清反明」，後來清朝由盛轉衰，聞香教便借用朱明為自己開道，以「反清復明」為口號發動暴亂。
此外，在理教與義和團早期即以反清復明为主旨招攬信徒。

## 排满
因为主張排滿的革命黨與反清復明都希望推翻满洲人统治，恢复建立汉族政权，所以兩者很多時都被相提並論。以陈天华、鄒容为代表的革命党人将自己的反清革命与明太祖朱元璋的抗元起义和洪秀全的太平天国运动相提并论，视朱、洪二人为民族革命的两大先驱。革命党人利用“扬州十日”、“嘉定三屠”等各种事件及口号唤醒并激发汉族群众的反清情绪。武昌革命期间， 革命黨一度以操北方口音與否來辦别旗人，後來革命黨認為此法不妥當而取締之，改為先行拘留，查明後再行處置。孙文本人也在清帝逊位后亲往祭拜明孝陵，以示“驱除鞑虏”的胜利，这使得本应是以反帝制为主要目标的辛亥革命帶有反满成分。辛亥革命时期部分群众并不了解所谓的民主共和思想，以为他们也和天地会等反清组织一样，是要反清復明，这一点在近代作家鲁迅的中篇小说《阿Q正传》中主人公底层农民阿Q的思想中有所体现：“至于革命党，有的说是便在这一夜进了城，个个白盔白甲：穿着崇正皇帝的素。”

## 延伸阅读
- 史海钩沉：朝鲜皇室的“反清复明”秘密计划
- 中華民國教育部　國語辭典修訂本（页面存档备份，存于）